# Jean-Marc Delizée
 (mai 2020).
Il peut être nécessaire de l'améliorer pour respecter le principe de neutralité de point de vue. Veuillez consulter la page de discussion pour plus de détails.

Pour les articles homonymes, voir Delizée.
Jean-Marc V.J. Delizée, né le 30 juillet 1959 à Oignies (Viroinval), est un homme politique belge, membre du Parti socialiste.

## Biographie
Il est régent en langues germaniques et licencié en sciences politiques et relations internationales de l’Université libre de Bruxelles.

## Fonctions politiques
- Depuis le 10 juin 1993 : Député fédéral (réélu lors des élections législatives de 1995, 1999, 2003, 2007, 2010, 2014 et 2019)[1]
  - Juillet 2004 à janvier 2008 : Premier vice-président de la Chambre des Représentants de Belgique
  - Janvier 2008 à avril 2008 : Président de le Commission des Affaires sociales à la Chambre des Représentants de Belgique
  - Juin 2013 à juin 2014 : Vice-président de la Chambre des Représentants de Belgique
  - Septembre 2014 : Président de la Commission de l'Économie à la Chambre des Représentants de Belgique
  - Juillet 2019 : Président de la Commission de la Mobilité, des Entreprises publiques et des Institutions fédérales.
- Membre du Conseil Régional Wallon (juin 1993 à mai 1995)
- Du 20 avril 2008 au 16 juillet 2009 : Secrétaire d'État à la Lutte contre la Pauvreté (Gouvernements Leterme Ier et Van Rompuy)[2]
- Du 17 juillet 2009 au 6 décembre 2011 : Secrétaire d'État aux Affaires Sociales, chargé des personnes handicapées (Gouvernements Van Rompuy et Leterme II)
- Depuis 1994 : Conseiller communal à Viroinval[3]
  - 1995 à 2000 : Échevin de Viroinval chargé des travaux et du logement
  - Janvier 2001 à mars 2004 : Bourgmestre de Viroinval
  - Mars 2004 à décembre 2006 : Conseiller communal à Viroinval
  - Décembre 2006 à avril 2008 : Premier échevin de Viroinval (emploi, formation, état-civil et population)
  - Décembre 2011 à novembre 2012 : Premier échevin de Viroinval (enseignement, culture, population, état-civil, économie, et affaires agricoles, relations et coopération internationales)
  - Décembre 2012 à novembre 2013 : Premier Échevin de Viroinval (affaires économiques, culture, sports, tourisme, population et état-civil)
  - Décembre 2013 à octobre 2014 : Bourmestre f.f. de Viroinval
  - Novembre 2014 : Bourgmestre de Viroinval
  - Depuis décembre 2018, Conseiller Communal de Viroinval
- De 1995 à 2000 : Président de la SIAEE - Société Intercommunale d'Aménagement et d'Equipement Economique de l'Entre-Sambre-Meuse (émanant du BEP) - Années 2000: Vice-Président du BEP Expansion économique.

## Publications
- "Au-delà des frontières", Couleur livres, février 2012
- "Le Patrimoine à Viroinval", Institut du Patrimoine wallon, octobre 2012 (co-auteur)
- "Le volontariat dans une ASBL", Infor@ssociations, février 2014 (co-auteur)

## Distinctions
- Commandeur de l'ordre de Léopold (2019)[4].
- Commandeur de l'ordre de Léopold II
- Citoyen d'honneur de Liège[5]